# Descente aux enfers
Descente aux enfers ('Neerdaling in de hel') is een Franse dramafilm uit 1986 onder regie van Francis Girod. De film is gebaseerd op de roman The Wounded and the Slain van David Goodis uit 1955.

## Verhaal
Alan Kolber, een schrijver van in de vijftig, en zijn dertig jaar jongere vrouw Lola verblijven in een luxueus hotel in Port-au-Prince in Haïti. Hun relatie bevindt zich in een crisis en Alan heeft te kampen met een schrijversblok en alcoholisme. Lola begint een affaire met een andere hotelgast.
's Nachts wordt Alan op een verlaten straat en in beschonken toestand aangevallen door iemand die hem wil beroven. Hij verdedigt zichzelf en doodt de aanvaller door een gebroken flessenhals op zijn keel te drukken. Théophile is er getuige van en, vergezeld door zijn Belgische partner Lucette Beulemans, chanteert Alan door 50.000 dollar in contanten te eisen in ruil voor stilzwijgen en teruggave van de flessenhals. Lola verkoopt haar juwelen en zamelt geld in. Ze betaalt 30.000 dollar aan de Belgische, die er met het geld vandoor gaat en met de noorderzon vertrekt. Lola heeft wel de flessenhals ontvangen en gooit die in zee.
Alan bekent de doodslag aan de politie, die hem niet gelooft omdat hij geen bewijs kan leveren en ze al een andere verdachte hebben opgepakt. Hij gaat vervolgens naar Théophile om hem te verzoeken te getuigen, maar de man valt hem aan en in het daaropvolgende gevecht wordt hij bijna gedood. 
Het ongeluk van Alan lijkt erg op wat er gebeurde met Lola toen ze in haar tienerjaren werd aangevallen in de metro van Parijs. Ook zij moest zich door bloedvergieten verdedigen tegen haar aanvaller. Aan het einde van de film ligt Alan in het ziekenhuis en zit Lola aan zijn bed. Haar verbondenheid met hem is vernieuwd.

## Rolverdeling
| Acteur             | Personage                |
| ------------------ | ------------------------ |
| Claude Brasseur    | Alan Kolber              |
| Sophie Marceau     | Lola Kolber              |
| Betsy Blair        | Mrs Burns                |
| Hippolyte Girardot | Philippe Devignat        |
| Sidiki Bakaba      | Théophile Bijou          |
| Gérard Rinaldi     | Elvis, de hoteldirecteur |
| Marie Dubois       | Lucette Beulemans        |

## Nominatie
Marie Dubois werd in 1987 voor haar rol als Lucette Beulemans genomineerd voor de César voor beste vrouwelijke bijrol.